# Kapui Ágota
Kapui Ágota (Sepsiszentgyörgy, 1955. május 15. – Újhartyán és Nyáregyháza között, 2018. június 19.) erdélyi születésű magyar költő, szerkesztő.

## Életútja
Középiskolát szülővárosában az 1. számú Líceumban végzett (1974), a kolozsvári Babeș–Bolyai Tudományegyetemen magyar–francia szakos tanári oklevelet szerzett (1979). A sepsiszentgyörgyi Gép- és Gépalkatrészgyártó Üzem fordítójaként működött.
Első verseit a Gyökerek közölte. 1974-től rendszeresen jelentek meg versei az Utunk, Korunk, Igaz Szó, Művelődés, Dolgozó Nő, Echinox, Napoca Universitară, Napsugár, a Haza Sólymai, Igazság, Brassói Lapok, Megyei Tükör hasábjain. Variánsok a szabadságra című versével nyitott a fiatal írók Ötödik Évszak című antológiája (Marosvásárhely, 1980).
1988-ban települt át Magyarországra, Dabason lett gimnáziumi tanár, 2002-től a dabasi Polgármesteri Hivatal kabinetirodáját vezette. A 2000-es évektől főleg szépirodalmi kötetek szerkesztésével foglalkozott. Szerzője volt Gyóni Géza // tizenkét hónap – tizenkét érv Gyóni Géza mellett című emlékkönyvnek, rendszeresen publikált a Szózat internetes lapban.
2018. június 19-én közlekedési baleset áldozata lett.

## Művei
- Vers az időben
- Idegen lantokon. Gyóni Géza versei tizenegy nyelven; szerk. Kapui Ágota, Valentyik Ferenc; Pressman, Dabas, 2010
- Két, Istennel beszélő ember; szerk. Feldman László, Kapui Ágota; Pressman, Dabas, 2010 (Díszpolgári portrék)
- Áldás a magyarra; szerk. Kapui Ágota; Pressman Bt., Dabas, 2011
- A dabasi "csodadoktor"; szerk. Feldman László, Kapui Ágota; Pressman, Dabas, 2011 (Díszpolgári portrék)
- Dabasi Sportcsarnok, 2004-2014. Az élmények otthona. 10 év krónikája; szerk. Karlik Dóra, Kapui Ágota, Szűcs Mária; Polgármesteri Hivatal, Dabas, 2014
- A másik oldal; Hungarovox, Bp., 2015
- A lélek szárnycsapásai; Hungarovox, Bp., 2017

## Díjai
- Dabas Kultúrájáért Karacsné Takács Éva-díj (2000)
- Szalézi-díj (2011)[1]
- Pro Urbe Dabas (2014)